# Toba de Valdivielso
Toba de Valdivielso es una localidad del municipio burgalés de Merindad de Valdivielso, en la Comunidad Autónoma de Castilla y León (España).

## Localidades limítrofes
Confina con las siguientes localidades:
- Al noreste con Quecedo.
- Al este con Población de Valdivielso.
- Al noroeste con Santa Olalla de Valdivielso.

## Demografía
Evolución de la población
| Gráfica de evolución demográfica de Toba de Valdivielso entre 2000 y 2017 |
|                                                                           |
| Población de derecho (2000-2017) según el padrón municipal del INE        |

## Historia

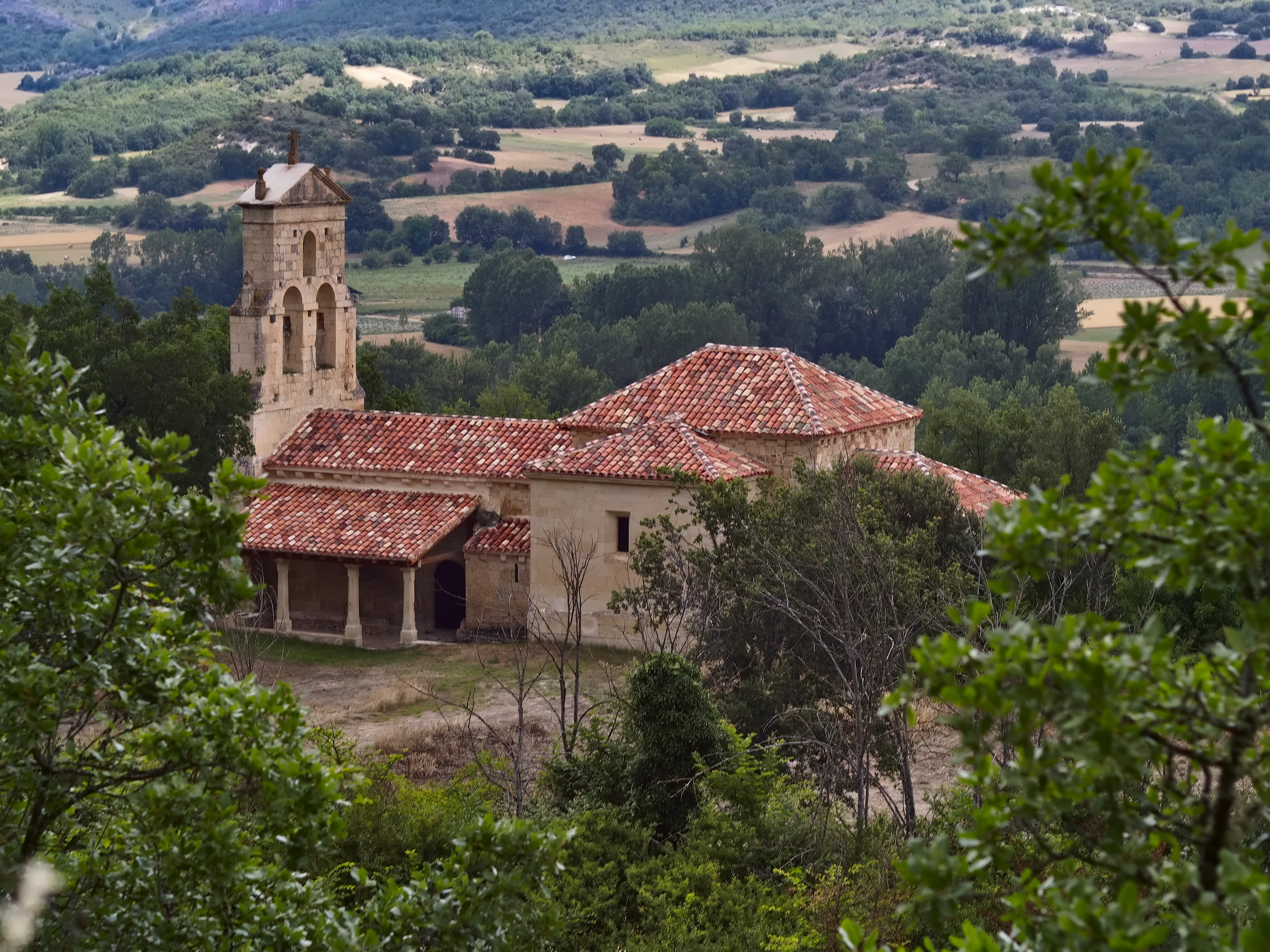
La iglesia de Toba de Valdivielso, situada al este de la población.

Así se describe a Toba de Valdivielso en el tomo XV del Diccionario geográfico-estadístico-histórico de España y sus posesiones de Ultramar, obra impulsada por Pascual Madoz a mediados del siglo XIX:

Lugar en la provincia, audiencia territorial, capitanía general y diócesis de Burgos (12 leguas), partido judicial de Villarcayo (2 ½), ayuntamiento y merindad de Valdivielso (3/4); Situado al pie de una elevada cuesta, con buena ventilación y clima templado y sano. Tiene 23 casas; una iglesia parroquial (San Esteban) servida por un cura párroco, y una ermita dedicada al Santo Ángel de la Guarda. El término confina N el río Ebro; E Población de Valdivielso; S el Almiñé, y O Santa Olalla; en él se encuentra otra ermita dedicada a San Jorge. El terreno es de mediana calidad, su monte está poblado de encinas y mata baja; corren por él 2 arroyos que desaguan en el Ebro; contiene canteras de piedra. Además de los caminos locales hay la carretera de la Rioja a Santander. Producciones: cereales, legumbres y hortalizas; cría ganado lanar y cabrío y caza de perdices. Población: 38 vecinos, 140 almas. Capital productivo: 230.500 reales. Imponible: 20.961.
Diccionario geográfico-estadístico-histórico de España y sus posesiones de Ultramar